# Polizeiinspektion Zentrale Dienste Sachsen-Anhalt
Die Polizeiinspektion Zentrale Dienste Sachsen-Anhalt ist eine der fünf Polizeiinspektionen der Polizei Sachsen-Anhalt. Ihr Sitz ist in Magdeburg, August-Bebel-Damm 19.

## Geschichte
Die Polizeiinspektion Zentrale Dienste Sachsen-Anhalt wurde mit der „Polizeistrukturreform 2020“ geschaffen. In dieser Behörde wurden die Landesbereitschaftspolizei und das Technische Polizeiamt zusammengeführt. Gleichzeitig übernahm sie noch die Dienststellen Wasserschutzpolizei von der ehemaligen Polizeidirektion Sachsen-Anhalt Nord und die Diensthundführerschule von der ehemaligen  Polizeidirektion Sachsen-Anhalt Ost. Sie ist die Rechtsnachfolgerin für das Technische Polizeiamt Sachsen-Anhalt und für die Landesbereitschaftspolizei Sachsen-Anhalt.

## Struktur
Die Polizeiinspektion Zentrale Dienste Sachsen-Anhalt ist in vier Abteilungen gegliedert:
- Abteilung 1 (Recht, Haushalt und Beschaffung, Organisation und Personalangelegenheiten)
- Abteilung 2 (Bereitschaftspolizei, Polizeihubschrauberstaffel, Wasserschutzpolizei und Diensthundeführerschule)
- Abteilung 3 (Technik)
- Abteilung 4 (Zentrale Bußgeldstelle, Zentralstelle für Verkehrsprävention, Kampfmittelbeseitigungsdienst, Landespolizeiorchester)

dazu die Bereiche Zentrale Aufgaben und Polizeiärztliches Zentrum mit dem Ärztlichen Gutachterdienst der Landesverwaltung.

## Behördenleiter
Von 2019 bis 2021 war Peter Reisse der Direktor der Polizeiinspektion Zentrale Dienste. Nachfolger wurde am 1. Oktober 2021 Udo Bolsmann.